# 恵比寿マスカッツのすぽスポSPORTS
『恵比寿マスカッツのすぽスポSPORTS』（えびすマスカッツのすぽスポスポーツ）は、2018年5月9日から2019年3月27日までBSスカパー!で放送されていた深夜バラエティ番組である。

## 概要
恵比寿マスカッツ1.5のメンバーが2020年東京オリンピック出場を目指すべく「新しい競技」を考えて実践していくバラエティー番組。「おっぱいバレー」や「パンティPK」など『なんだこの競技？』と思われるような珍スポーツに真剣に取り組んでいる姿を映すスポーツ番組である。
原則毎月第2、第4水曜日に放送されていた。

## 出演者

### レギュラー
- 恵比寿マスカッツ1.5（放送期間中に恵比寿マスカッツに改名）
- 阿佐ヶ谷姉妹 - 司会担当
- オラキオ - 実況担当
- マッコイ斎藤 - 解説担当

## スタッフ
- 総合演出：マッコイ斉藤
- 構成：鈴木工務店、佐藤俊明
- ナレーター：富沢美智恵
- 技術協力：すたじおいろは、プログレッソ、ニューテレス
- 制作：櫻井悠貴
- ディレクター：笠井さとみ
- 企画協力：井沼宏統
- プロデューサー：小池秀樹、大和加奈子
- 制作協力：EBISU MUSCATS PROJECT、SPBC、SHO-GUN
- 制作協力：スカパー!